# اریک تامسون
اریک تامسون (متولد ۲۷ آوریل ۱۹۶۷ در اینورنس اسکاتلند) بازیگر نیوزیلندی است. وی بیشتر به دلیل بازی در سریال استرالیایی پرستاران مشهور شده‌است.

## زندگی‌نامه
اریک تامسون در ۲۷ آوریل سال ۱۹۷۶ در اینورنس اسکاتلند زاده شد و در کودکی به همراه خانواده به نیوزلند و به یک شهر ساحلی آن مهاجرت کرد وی لیسانس بازیگری خود را در دانشکده هنرهای نمایشی ولینگتون نیوزیلند دریافت کرد و سپس موفق شد از دانشگاه دانشگاه ویکتوریا در ولینگتون، در رشتهٔ تئاتر و ادبیات انگلیسی لیسانس هنر بگیرد.
این بازیگر چشم‌آبی با قد ۱٬۸ متری‌اش، تا به حال در سریال‌های تلویزیونی و تئاترهای زیادی شرکت کرده‌است و دو خواهر دارد.
اما بی‌شک شاخص‌ترین نقشی که وی ایفاگرش بوده نقش دکتر میچ استیونس، در سریال پرستاران و به عبارت صحیح‌تر All Saints بوده‌است. وی از نوامبر سال ۱۹۹۸ تا فوریه سال ۲۰۰۳ درگیر بازیگری در این سریال بود.
اما چگونه این بازیگر توانسته‌است، اینقدر خوب کاراکتر یک پزشک را بازی کند؟
شاید این کار برای اریک تامسون آنچنان که تصور می‌کنید، دشوار نبوده‌است، چرا که پدر اریک، یک پزشک است و مادر و خواهرش پرستار هستند؛ بنابراین وی در یک خانواده کاملاً پزشکی رشد و نمو پیدا کرده‌است و خودش در یکی از مصاحبه‌ها می‌گوید که پدرش هر روز دربارهٔ خاطرات و مشکلات حرفه پزشکی با خانواده صحبت می‌کرده‌است.
وی در سال ۲۰۰۳ از تلویزیون استرالیا جایزه محبوب‌ترین هنرپیشه یعنی جایزه گوهر نقره ای(Silver Logie Award) را به خاطر بازی در سریال پرستاران دریافت کرد؛ و در سال ۲۰۰۴ نیز مجدداً نامزد دریافت این جایزه شد.
همچنین در سال ۲۰۰۴ برنده جایزه بهترین بازیگر مرد نقش فرعی از طرف انستیتو فیلم استرالیا٫ به خاطر بازی در فیلم شیرجه شد. وی به دلیل اینکه دوران کودکی را در اسکاتلند سپری کرد دارای لهجه غیرمعمولی است که یکی از دلایل شهرت وی شده‌است.

## فیلم‌ها
از فیلمهای معروف و نامعروف او عبارت‌اند از:
- هرکول:افسانه سفر (۱۹۹۶)
- زنا پرنسس مبارز (۱۹۹۵–۱۹۹۸)
- جاستین بران (۲۰۰۱)
- سریال پرستاران (۱۹۹۹–۲۰۰۳)
- شیرجه (۲۰۰۴)
- من جنسون (۲۰۰۵)
- بالون سیاه (۲۰۰۸)
- ما اینجا برای کمک هستیم (۲۰۰۸)